# Oculus Pastoralis
Der Oculus Pastoralis ist ein politischer Traktat, welchen ein anonymer Autor um das Jahr 1222 in Norditalien verfasst hat. Der auf Latein geschriebene Text enthält praktische und moralische Ratschläge für den Podestà. Es begründet die Gattung der Podestàliteratur. Der Text ist in zwei Handschriften fragmentarisch überliefert (Cleveland, Public Library und Venedig, Biblioteca Marciana). Die erste Ausgabe durch Muratori beruht auf einer Handschrift im Besitz des Filippo Argelati.

## Ausgaben
- Lodovico Antonio Muratori: Oculus pastoralis sive libellus erudiens futurum rectorem populorum. In: Antiquitates Italicae Medii Aevi, Band IV, Mailand 1741, Spalte 95–128 (Digitalisat)
- Speeches from the Oculus pastoralis / ed. from Cleveland, Public Library, MS. Wq7890921M-C37 by Terence O. Tunberg, Toronto: Pontifical Institute of Mediaeval Studies, Centre for Medieval Studies 1990 (Toronto medieval Latin texts ; 19)
- Oculus pastoralis. Pascens officia et continens radium dulcibus pomis suis, bearb. v. Dora Franceschi, Turin 1966 (Memorie dell'Accademia delle scienze di Torino, 4a ser. 11).